# Liste des évêques de Yagoua
Liste des évêques de Yagoua
(Dioecesis Yaguanus)

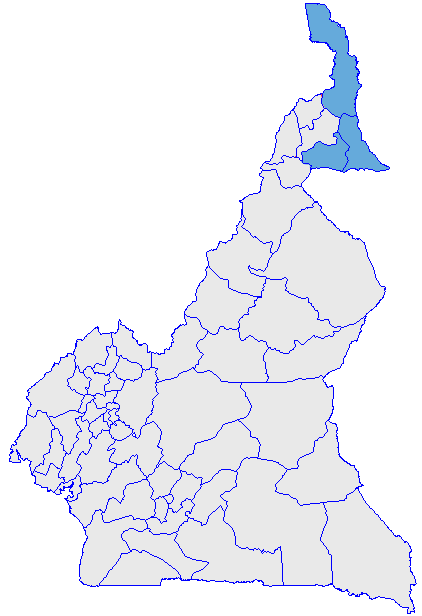
Carte du diocèse de Yagoua.

La préfecture apostolique camerounaise de Yagoua est créée le 11 mars 1968 par détachement de l'évêché de Garoua.
Elle est elle-même érigée en évêché le 29 janvier 1973.

## Est d'abord préfet apostolique
- 11 mars 1968-29 janvier 1973 : Louis Charpenet

## Puis sont évêques
- 29 janvier 1973-5 décembre 1977 : Louis Charpenet, promu évêque.
- 5 décembre 1977-6 décembre 1979 : siège vacant
- 6 décembre 1979-19 novembre 1982 : Christian Tumi (Christian Wiyghan Tumi)
- 19 novembre 1982-23 janvier 1992 : Antoine Ntalou, devient archevêque de Garoua.
- 17 décembre 1992-30 novembre 2006 : Emmanuel Bushu, devient évêque de Buéa.
- 30 novembre 2006-31 mai 2008 : siège vacant
- depuis le 31 mai 2008 : Barthélemy Yaouda Hourgo

## Sources
- L'ANNUAIRE PONTIFICAL, sur le site http://www.catholic-hierarchy.org, à la page